# Atsuto Uchida
Pour les articles homonymes, voir Uchida.
Atsuto Uchida (内田 篤人, Uchida Atsuto), né le 27 mars 1988 à Kannami dans la Préfecture de Shizuoka au Japon, est un footballeur international japonais évoluant au poste d'arrière droit.

## Biographie

### Kashima Antlers
Uchida commence sa carrière au club de Kashima Antlers, club évoluant en J-League. Il réalise sa première apparition le 5 mars 2006 à l'âge de 17 ans contre Sanfrecce Hiroshima lors d'un match de championnat. Des débuts réussis. Le joueur marquera son premier but le 21 mars 2006 et s'imposera naturellement comme un titulaire malgré son jeune âge.
Il remporta le championnat trois fois de suite de 2007 à 2009, toujours comme titulaire à droite de la défense.

### FC Schalke 04
À l'issue de la Coupe du monde 2010 Atsuto Uchida signe au FC Schalke 04 en Allemagne pour une durée de trois ans et une indemnité de transfert de l'ordre de 1,3 million d'euros.
Il s'y impose assez vite et jouera en tout 43 matchs pour sa première saison au club. Il est aussi le premier footballeur japonais à jouer une demi-finale de Ligue des Champions. Le club y est éliminé par Manchester United. 
Uchida remporte un premier titre en Europe avec la Coupe d'Allemagne en battant le MSV Duisbourg 5-0. Avec ce titre, le FC Schalke 04 assure sa présence en Ligue Europa pour la saison 2011-2012.

### Retour à Kashima Antlers
Atsuto Uchida prend sa retraite en août 2020, après une dernière pige dans le club de ses débuts, le Kashima Antlers.

### En équipe nationale
Atsuto Uchida honore sa première sélection avec l'équipe nationale du Japon. Lors d'un match amical contre le Chili le 26 janvier 2008, le nouveau sélectionneur national Takeshi Okada le titularise d'entrée. Il est ensuite remplacé par Akira Kaji et les deux équipes se neutralisent (0-0).
L'athlète participera ensuite aux Jeux olympiques de 2008 à Pékin avec la sélection U-23. Il est retenu parmi les 23 joueurs pour représenter le Japon à la Coupe du monde 2010 en Afrique du Sud. Mais il n'y sera que remplaçant. Okada lui préférera pendant toute la compétition Yuichi Komano qui présente un profil plus défensif.

## Statistiques
| Saison                | Club                  | Championnat           | Championnat | Championnat | Coupe(s) nationale(s) | Coupe(s) nationale(s) | Supercoupe | Supercoupe | Compétition(s) continentale(s) | Compétition(s) continentale(s) | Compétition(s) continentale(s) | Japon | Japon | Total | Total |
| Saison                | Club                  | Division              | M.          | B.          | M.                    | B.                    | M.         | B.         | Comp.                          | M.                             | B.                             | M.    | B.    | M.    | B.    |
| 2006                  | Kashima Antlers       | J.League              | 26          | 2           | -                     | -                     | -          | -          | -                              | -                              | -                              | -     | -     | 26    | 2     |
| 2007                  | Kashima Antlers       | J.League              | 31          | 0           | 1                     | 0                     | -          | -          | -                              | -                              | -                              | -     | -     | 32    | 0     |
| 2008                  | Kashima Antlers       | J.League              | 25          | 1           | -                     | -                     | 1          | 0          | CL                             | 2                              | 0                              | 14    | 1     | 42    | 2     |
| 2009                  | Kashima Antlers       | J.League              | 31          | 0           | 3                     | 0                     | 1          | 0          | CL                             | 7                              | 1                              | 13    | 0     | 55    | 1     |
| 2010                  | Kashima Antlers       | J.League              | 9           | 0           | -                     | -                     | -          | -          | CL                             | 7                              | 1                              | 4     | 0     | 20    | 1     |
| Sous-total            | Sous-total            | Sous-total            | 122         | 3           | 4                     | 0                     | 2          | 0          | -                              | 16                             | 2                              | 31    | 1     | 175   | 6     |
| 2010-2011             | Schalke 04            | Bundesliga            | 26          | 0           | 5                     | 0                     | 1          | 0          | C1                             | 11                             | 0                              | 9     | 0     | 52    | 0     |
| 2011-2012             | Schalke 04            | Bundesliga            | 18          | 0           | -                     | -                     | -          | -          | C3                             | 8                              | 0                              | 10    | 0     | 36    | 0     |
| 2012-2013             | Schalke 04            | Bundesliga            | 24          | 1           | 1                     | 0                     | -          | -          | C1                             | 5                              | 0                              | 10    | 0     | 40    | 1     |
| 2013-2014             | Schalke 04            | Bundesliga            | 17          | 0           | 2                     | 0                     | -          | -          | C1                             | 8                              | 1                              | 11    | 1     | 38    | 2     |
| 2014-2015             | Schalke 04            | Bundesliga            | 19          | 0           | -                     | -                     | -          | -          | C1                             | 7                              | 0                              | 3     | 0     | 29    | 0     |
| 2015-2016             | Schalke 04            | Bundesliga            | -           | -           | -                     | -                     | -          | -          | C3                             | -                              | -                              | -     | -     | 0     | 0     |
| Sous-total            | Sous-total            | Sous-total            | 104         | 1           | 8                     | 0                     | 1          | 0          | -                              | 39                             | 1                              | 43    | 1     | 195   | 3     |
| Total sur la carrière | Total sur la carrière | Total sur la carrière | 226         | 4           | 12                    | 0                     | 3          | 0          | -                              | 55                             | 3                              | 74    | 2     | 370   | 9     |

## Palmarès
- Kashima Antlers
  - Championnat du Japon (J. League): 2007, 2008, 2009
  - Coupe du Japon (Coupe de l'Empereur): 2007
  - Supercoupe du Japon (Xerox Super Cup): 2009,2010
- FC Schalke 04
  - Coupe d'Allemagne : 2011
- Japon
  - Coupe d'Asie des nations : 2011

### Récompenses individuelles
- J.League Best Eleven : 2008 et 2009